# The Practice
The Practice (El abogado en España y Los practicantes en Hispanoamérica) es una serie de televisión de Estados Unidos, que se emitió durante 8 temporadas (4 de marzo de 1997 al 16 de mayo de 2004) en la cadena ABC. La serie fue creada por David E. Kelley y trata de un bufete de abogados de Boston.

## Presentación
The Practice originalmente estaba enfocada en la firma de abogados Donnel, Young, Dole and Frutt. Esta firma estaba involucrada con casos criminales y civiles de alto nivel. Numerosos casos se repiten entre los distintos programas realizados por Kelley, como por ejemplo Boston Public, Ally McBeal y Gideon's Crossing.
El tema principal de la serie es el difícil balance entre la moral y el código ético de los abogados, y múltiples episodios se centran en el contraste entre ambos. Un ejemplo es el capítulo donde Jimmy Berluti averigua que un joven padece de un aneurisma en el cerebro, pero está trabajando en ese momento para su compañía de seguros, la cual no quiere que eso se conozca. Berluti decide entonces comunicárselo a los padres del joven salvando su vida, pero se arriesga a ser despedido.
Otro tema importante de la serie es casos de clientes que engañan a sus abogados. Joey Heric (encarnado por John Larroquette) se libra de una acusación de asesinato en cada episodio en que contrata a Donnell, Young, Dole & Frutt. Otro ejemplo es el del psicópata William Hinks (interpretado por Michael Emerson, el mismo actor que hace de Ben en la serie Lost), que logra convencer a su terapeuta, y por ella posteriormente a Lindsay Dole, de que solo es un imitador de asesino en serie, en lugar de ser el real.
Al final de la séptima temporada, ABC condicionó la continuidad del programa debido al corte de presupuesto que sufrió la serie. Como resultado, muchos de los actores principales renunciaron. Al final, el 11 de marzo de 2004, ABC anunció que la serie no iba a ser renovada para su novena temporada.

## Personajes
- Bobby Donnell es el hijo de un empleado de limpieza de un famoso bufete de abogados de Boston adonde lo llevaba desde joven y donde sus jefes lo miraban por encima del hombro. Ese recuerdo caló fuerte en Bobby, quien deseó convertirse en un abogado que defendiese a los hombres como su padre. Además cuando tenía 15 años, su padre delegó en él la decisión de desconectar a su mujer enferma terminal; este trauma ha hecho de Bobby un hombre con temor a la entrega afectiva, reservado. De joven se asoció con Rebecca Washington para crear un bufete donde atendían a una clase media incapaz de pagarse otros abogados más caros. Las dificultades económicas lo obligaron a aceptar casos de narcotraficantes, la mayoría defendidos por Lindsay Doyle, la mujer con la que se casó en un estadio de béisbol.

- Lindsay Doyle: Ilustre abogada y madre. Experta en temas constitucionales y amante de la justicia civil.

- Jimmy Berluti. Pasó a formar parte del bufete tras falsificar unos documentos en el banco en el que trabajaba para conceder un préstamo a Bobby. Fue haciéndose un nombre en el círculo de abogados y ganando la confianza de los miembros del bufete.

- Eugene Young. Agresivo e impulsivo. Todo talento en una sala penal.

- Eleanor Frutt. La templanza en los juicios.

- Alan Shore. Aparecido tan sólo en la última temporada de la serie, representa el vínculo entre 'The Practice' y 'Boston Legal' serie de la que es protagonista. Se caracteriza por una actitud y una moral críticas y, por no ser convencional, varias veces quebranta las leyes sociales de comportamiento. Su personalidad extravagante y cínica genera muchos conflictos en el buffet, sobre todo con Eugene.

- Rebecca Washington. De secretaria que estudiaba derecho por las noches, a abogada especializada en casos de oficio. La confidente de Bobby.

- Helen Gamble. Fiscal justa y tenaz.

- Lucy Hatcher. Secretaria del bufete. Casi como una hija para Bobby.

- Richard Bay. Fiscal del distrito reconocido por antagonizar con los abogados defensores.

- Roberta Kittleson es una jueza que enviudó pronto y que ha afrontando su vida combinando cierto rigor profesional con una vida sexual activa. Famosa por su procacidad verbal, Roberta llegó a confesar a Bobby que soñó con él y que podría recusarse. Más tarde ella misma contrató sus servicios para evitar un escándalo; algo que no logró cuando se encontró toda clase de fotos suyas colgadas en Internet. Durante el litigio, Roberta entabló una relación con un Jimmy necesitado de afecto y de cierta liberación sexual. A pesar de que fue encarcelada gracias a Jimmy, acusada de apuñalar a Lindsay, le dio una nueva oportunidad cuando este presionó demasiado al hijo del Doctor Olson. Ese afecto la llevó a entrar en su casa y esperarlo desnuda. Para desgracia de ella, Jimmy detectó que alguien había entrado en su casa y llamó a los bomberos, quienes de esta manera contemplaron todos los encantos de la madura jueza. Avergonzada, Roberta teme que algún día Jimmy encuentre a otra...

- Zoey Hiller. Jueza serena y comprometida.

## Casos principales
- La Agencia de Protección Medioambiental
- Gerald Braun y el Rabino Warner.
- El juicio a las tabacaleras.
- El Caso Oz
- Bobby y su cita del baile de graduación
- El asesino de la monja
- Los cables de Alta Tensión
- Las fábricas de armas.
- Gary Armbrust y su padre.
- Anderson Pearson, el profesor de Lindsay.
- Pena de muerte.
- En Florida.
- Los estudiantes acusados.
- El adolescente deficiente.
- El dentista y las cucarachas.
- La mujer que intentó atropellar a su marido.
- El exorcista.
- El asesino egocéntrico.
- La policía que llevó a cabo un registro injustificado
- Los videos de Lucy
- El primo de Bobby
- El rabino violador
- Los óvulos vendidos por Internet
- El caso de George Vogelman
- Los juicios a Scott Wallace
- Harland Bassett y el juicio de su vida.
- La eutanasia
- El secuestro de Bobby
- El caso del político que le mataron al amante
- Helen y la búsqueda de venganza por Richard
- El caso contra Alan Shore

## Reparto
| Actor             | Personaje                       |
| ----------------- | ------------------------------- |
| Dylan McDermott   | Bobby Donnell (1997-2003, 2004) |
| Steve Harris      | Eugene Young (1997-2004)        |
| Camryn Manheim    | Ellenor Frutt (1997-2004)       |
| Kelli Williams    | Lindsay Dole (1997-2003)        |
| Michael Badalucco | Jimmy Berluti (1997-2004)       |
| James Spader      | Alan Shore (2003-2004)          |
| Lisa Gay Hamilton | Rebecca Washington (1997-2003)  |
| Lara Flynn Boyle  | Helen Gamble (1997-2003)        |
| Jason Kravits     | Richard Bay (1999-2001)         |
| Marla Sokoloff    | Lucy Hatcher (1998-2003)        |
| Ron Livingston    | Alan Lowe (2001-2002)           |
| Jessica Capshaw   | Jamie Stringer (2002-2004)      |
| Rhona Mitra       | Tara Wilson (2003-2004)         |
| Chyler Leigh      | Claire Wyatt (2003)             |

## Artistas invitados
- Patrick Dempsey
- Charles Durning
- James Whitmore
- Bruce Davison
- Marlee Matlin
- Sharon Stone
- William Shatner
- John Larroquette
- David Dukes
- John Finn
- Anthony Heald
- Chris O'Donnell
- Caroline Kava
- Didi Conn
- Robert Prosky
- Paul Dooley
- Beah Richards
- Michael Emerson

## Premios
- Globos de Oro
  - Mejor actriz secundaria (Camryn Manheim, 1998).
- Emmy
  - Mejor actriz secundaria (Camryn Manheim, 1998).
  - Mejor actor invitado (Michael Emerson, 2001).